# Плодовское сельское поселение (Крым)
Плодовское сельское поселение (укр. Плодовське сільське поселення, крымскотат. Azek köy yurtu, Азек кой юрту) — муниципальное образование в составе Бахчисарайского района Республики Крым России.

## География
Поселение расположено на севере района, в нижней части долины реки Альма, в горах Внешней Гряды Крымских гор. Граничит на севере с Симферопольским районом, на востоке — Почтовским, на юге с Ароматненским, и на западе — с Каштановским сельскими поселениями.
Площадь поселения 47,02 км².
Основная транспортная магистраль — автодорога 35Н-019 «Песчаное — Почтовое» (по украинской классификации — территориальная автодорога О-0-10202).

## Население
| 2001  | 2014  | 2015  | 2016  | 2017  | 2018  | 2019  |
| ----- | ----- | ----- | ----- | ----- | ----- | ----- |
| 3012  | ↘2661 | →2661 | ↗2663 | →2663 | ↘2631 | ↘2572 |
| 2020  | 2021  |       |       |       |       |       |
| ↗2616 | ↗2834 |       |       |       |       |       |

## Состав
В состав поселения входят 5 сёл:
| № | Населённый пункт | Тип населённого пункта       | Население на 2014 год |
| - | ---------------- | ---------------------------- | --------------------- |
| 1 | Плодовое         | село, административный центр | ↘1090                 |
| 2 | Брянское         | село                         | ↗910                  |
| 3 | Горка            | село                         | →0                    |
| 4 | Дорожное         | село                         | ↘167                  |
| 5 | Дубровка         | село                         | ↘494                  |

## История
В начале 1920-х годов в составе Симферопольского района  был образован Азекский сельсовет и на момент всесоюзной переписи населения 1926 года он состоял из двух сёл: Азек и Ойсунки с населением 665 человек. К 1940 году сельсовет включили в состав Бахчисарайского района.
Указом Президиума Верховного Совета РСФСР от 21 августа 1945 года Азекский сельсовет был переименован в Плодовский сельский совет.
С 25 июня 1946 года сельсовет — в составе Крымской области РСФСР, а 26 апреля 1954 года Крымская область была передана из состава РСФСР в состав УССР. Время расширения сельсовета пока точно не установлено: на 15 июня 1960 года, согласно «Справочник административно-территориального деления Крымской области на 15 июня 1960 года», состав совета был следующим:

| - Балки - Брянское - Горка - Дорожное - Залесье | - Заветное - Заячье - Нововасильевка - Плодовое - Растущее | - Репино - Самохвалово - Севастьяновка - Солнечное - пос. Стальное |

На 1968 год совет включал 9 сёл:

| - Плодовое - Брянское - Горка - Дорожное - Дубровка | - Каштаны - Кочергино - Отрадное - Шевченково |

В период с 1968 по 1977 годы из Плодовского был выделен Каштановский сельсовет с сёлами Брянское, Каштаны, Кочергино, Отрадное и Шевченково.
С 21 марта 2014 года в составе Крыма аннексировано Россией.
Статус и границы новообразованного сельского поселения установлены Законом Республики Крым от 5 июня 2014 года № 15-ЗРК «Об установлении границ муниципальных образований и статусе муниципальных образований в Республике Крым».